# Bài thiêu
 (août 2017).
Si vous disposez d'ouvrages ou d'articles de référence ou si vous connaissez des sites web de qualité traitant du thème abordé ici, merci de compléter l'article en donnant les références utiles à sa vérifiabilité et en les liant à la section « Notes et références ».
Bài thiêu est un terme vietnamien désignant les poèmes qui accompagnent chaque quyên dans les arts martiaux vietnamiens, illustrant les techniques qui y sont contenues et facilitant l'apprentissage. Il permet de transmettre aux étudiants non seulement la gestuelle, mais aussi « l’esprit » de la technique, les applications rattachées à tel ou tel mouvement ou à tel ou tel groupe de mouvements.

## Sources
- Site obsolete le 15 août 2017
- La tradition d’enseignement des poèmes dans les arts martiaux vietnamiens.